# 德绍-罗斯劳
德绍-罗斯劳（德語：Dessau-Roßlau，德語：[ˈdɛsaʊ̯ ˈʁɔslaʊ̯] ⓘ）是德国萨克森-安哈尔特州的一座非县辖城市，居民数量位列哈勒、马格德堡之后，排名第三。位于大城市哈勒西南40公里、莱比锡约正南52公里、马格德堡西北65公里。
2007年7月1日由州直辖市德绍和撤并的安哈尔特-采尔布斯特县内的城市罗斯劳合并而成。

## 历史
2016年的李洋洁遇害案发生在这里。

## 友好城市

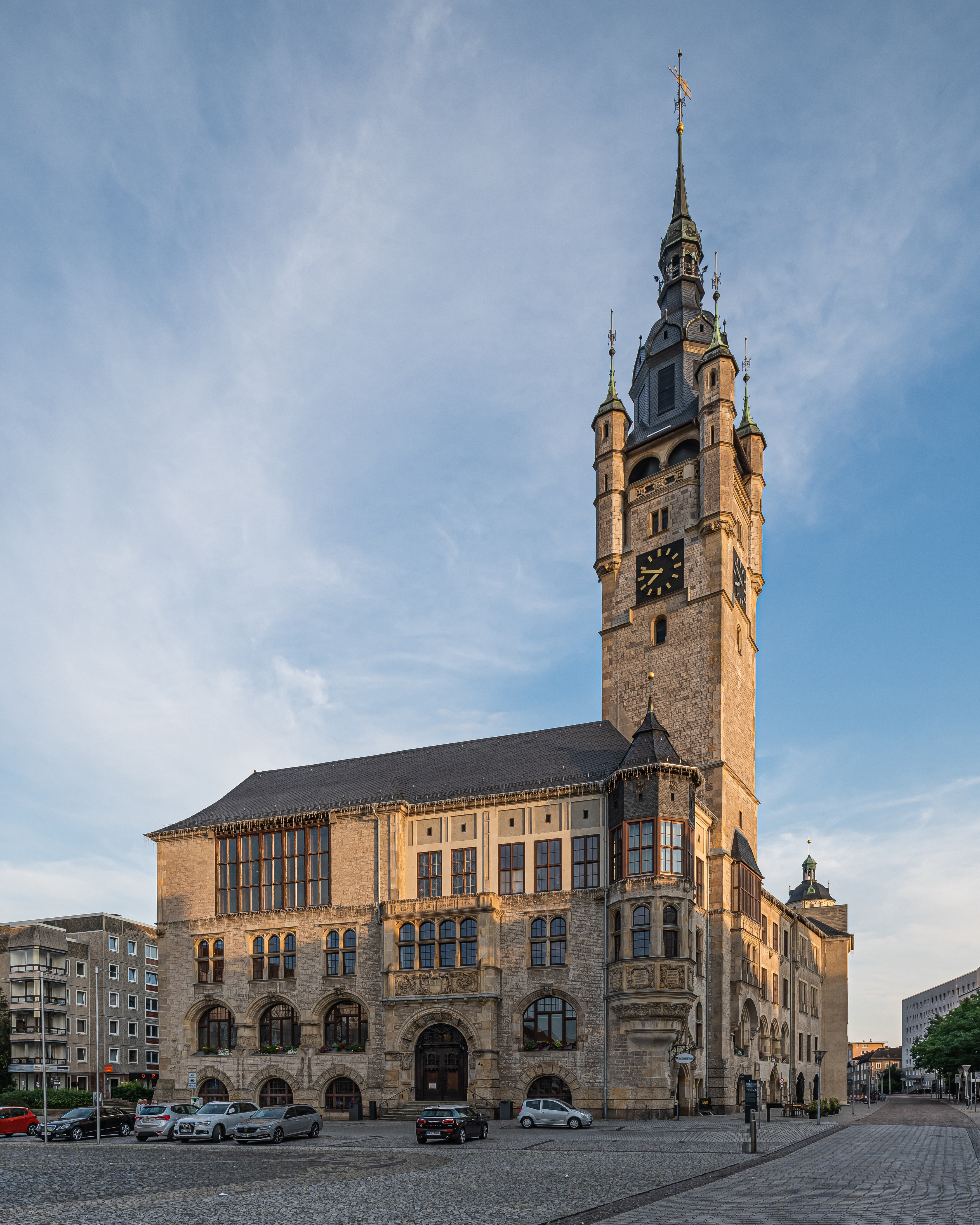
德绍-罗斯劳

- 法國 阿让特伊
- 法國 索曼

1. ↑    (PDF). Statistisches Landesamt Sachsen-Anhalt. June 2023 （German）.